# ديفيد مارتين جونز
ديفيد مارتين جونز (بالإنجليزية: David Martyn Jones)‏ هو موسيقي وملحن وعازف بيانو بريطاني، ولد في 1964 في Pontypool ‏ في المملكة المتحدة.